# 호세 오르티고사
호세 마리아 오르티고사 오르티스(José María Ortigoza Ortiz, 1987년 4월 1일 ~ )는 파라과이의 축구 선수로, 포지션은 공격수이다. 현재 세로 포르테뇨 소속으로 뛰고 있다.

## 클럽 경력
오르티고사는 클럽 솔 데 아메리카에서 선수 생활을 시작했고, 빠르게 주전 선수로 자리잡았다. 2009년에는 브라질의 명문인 SE 파우메이라스에 임대되기도 하였다.
2010년 1월, 울산 현대 축구단으로 임대 이적하였다. 2010 시즌 동안 25경기에서 17골을 넣어 유병수에 이어 득점 2위에 올랐다.
울산 현대에서의 임대 기간이 끝난 후 그는 브라질의 명문 크루제이루로 임대 이적하였다.
2012년에는 산동 루넝으로 이적하였고, 2013년에는 반포레 고후로 이적 후 3개월만에 가정사로 팀을 탈퇴하게 된다.

## 국가대표 경력
파라과이 대표팀의 아시아 투어 친선경기에 처음 국가대표팅메 소집되어 A매치 데뷔전을 치렀다.
이후 2010년 11월 18일 홍콩과의 경기에서 A매치 2경기 만에 데뷔골을 성공시켰으며 추가골까지 성공시키며 2골을 넣으며 활약하였다.